# Machne Israel
Machne Israel (en hebreu: מחנה ישראל) és l'organització de servei social del moviment hasídic Habad-Lubavitx.

## Fundació
Machne Israel va ser fundat pel Rebe i líder de Lubavitx, el Rabí Iosef Itzjak Schneerson, en maig de 1941, el Rebe va romandre al capdavant de l'organització fins a la seva defunció en 1950. Iosef Itzjak va nomenar director executiu al seu gendre, el Rabí Menachem Mendel Schneerson. En el seu testament, el Rabí Menachem Mendel Schneerson va nomenar a diverses persones per dirigir l'organització després de la seva defunció. Una d'aquestes persones va ser el Rabí Yehuda Krinsky. El fons per al desenvolupament Machne Israel va ser fundat el 1984 amb la finalitat d'ajudar a finançar i expandir les institucions de Habad.

## Missió
L'organització tracta d'augmentar el nivell observança de la Torà, el compliment dels preceptes (mitzvot), i intenta atreure a més persones, perquè aquestes facin Teixuvà. Adicionalment, l'objectiu de l'organització és divulgar el missatge de l'anterior Rebe de Lubavitx, fomentar el penediment (Teixuvà) i la redempció (Gueulà), i fer possible la vinguda del Mesíes (Moshiach).

## Projectes comunitaris
Machne Israel ha iniciat diversos projectes comunitaris:
- Mishnayos Baal Peh: L'aprenentatge dels 6 ordenis de la Mixnà es divideix entre els membres, de manera que l'estudi de tota la Mixnà és completat en un any.

- Societats Tehilim: Mahane Israel ha creat les Societats Tehilim per a la recitació diària dels salms. Aquestes societats treballen juntament amb la societat universal Tehilim, fundada a la Ciutat vella de Jerusalem.

- Chalukat HaShas: La totalitat del Talmud es divideix entre els membres de Machne Israel, cada membre pren per a si mateix un tractat talmúdic (masechet), i es compromet a completar el seu estudi en un any.

- Keren HaShanah: Consisteix en una recaptación de fons anual, pels més necessitats, que té lloc durant els Dies temibles.[10]